# フェアウェル (映画)
『フェアウェル』（The Farewell）は2019年のアメリカ合衆国のドラマ映画。監督はルル・ワン、主演はオークワフィナ。ワン監督が2017年にラジオ番組『ディス・アメリカン・ライフ』で語ったエピソード「What You Don't Know」を原作とし、がんにかかった祖母と再会することになったその一族の喜怒哀楽を描いている。

## ストーリー
ニューヨーク。ビリー・ワンは物書きになることを夢見て日々奮闘していたが、グッゲンハイム・フェローから選外になったという通知が来て落胆していた。そんな折、ビリーは両親から長春で暮らすナイナイ（ビリーの祖母）が末期の肺がんで余命幾ばくもないという事実を知らされた。両親は医者と結託してその事実をナイナイに知られないように努めており、彼女には「良性腫瘍が見つかった」と嘘の説明をしていた。
ナイナイの親戚たちはハオハオ（ビリーの従兄）が中国で結婚式を挙げることを口実に一堂に会することにし、ナイナイと最後の思い出を作ることにした。両親はビリーがナイナイに真実を告げるのではないかと思い、彼女にニューヨークに留まるよう言いつけたが、ビリーは言いつけに背いて長春へと向かった。ビリーは両親と口論になりかけたが、ナイナイに真実を伝えないと確約することで事なきを得た。そうは言ったものの、長春滞在中、ビリーは「ナイナイに嘘をつき続けるのは不誠実なのではないか」と悩み続けることになった。
本作は苦悩するビリーの姿を通して、東洋と西洋という二つの世界を跨いで生きるとはどういうことなのかを描き出していく。

## キャスト
- ビリー・ワン: オークワフィナ
- ハイヤン・ワン: ツィ・マー - ビリーの父親。
- ルー・チアン: ダイアナ・リン - ビリーの母親。
- ナイナイ（官話で父方の祖母を意味する語）: チャオ・シューチェン（英語版）
- リトル・ナイナイ: ルー・ホン - ナイナイの妹。
- ハイビン: チアン・ヨンポー - ハイヤンの兄。
- ハオハオ: チェン・ハン - ハイビンの息子。
- アイコ: 水原碧衣 - ハオハオの日本人の婚約者。
- ユーピン: ツァン・ジン - ハイヤンの従姉妹。
- アンティ・リン: リー・シャン - ハイビンの妻。
- リーさん: ヤン・シュエチェン - ナイナイの家に居候している老人。
- ソン医師: ジム・リュー

## 製作
本作はルル・ワン監督の実体験を題材にしている。監督は「私は『家族と私の関係』と『同級生と私の関係、同僚と私の関係、私が暮らす世界と私の関係』が別物であるように感じていました。その分裂こそ、移民や2つの文化を行き来しながら生きる者の本質です。」と語っている。
2018年6月、本作の主要撮影が長春とニューヨークで行われた。撮影監督のアンナ・フランケーザ・ソラノは『フレンチアルプスで起きたこと』や『歩いても 歩いても』を参考にしたことを認めつつも、「インスピレーションの多くはワン監督の家族と長春で過ごした時間から得ました」という趣旨のことを語っている。
2019年7月12日、本作のサウンドトラックが発売された。

## 公開・マーケティング
2019年1月25日、本作はサンダンス映画祭でプレミア上映された。27日、A24がアマゾン・スタジオズやNetflix、フォックス・サーチライト・ピクチャーズとの競争に競り勝ち、600万ドルで本作の全米配給権を獲得したと報じられた。5月7日、本作のオフィシャル・トレイラーが公開された。
当初、本作は2020年4月10日に日本で公開される予定だったが、新型コロナウイルスの流行が拡大していることを受けて、4月2日、配給元のショウゲートは本作の公開延期を発表した。

## 興行収入
2019年7月12日、本作は全米4館で限定公開され、公開初週末に35万5662ドル（1館当たり8万8915ドル）を稼ぎ出し、週末興行収入ランキング初登場19位となった。この数字は1館当たりの興行収入の年内最高記録である。8月9日、本作は全米704館にまで公開規模が拡大され、週末に209万ドルを稼ぎ出し、週末興行収入ランキング12位となった。

## 評価
本作は批評家から絶賛されている。映画批評集積サイトのRotten Tomatoesには286件のレビューがあり、批評家支持率は99%、平均点は10点満点で8.58点となっている。サイト側による批評家の見解の要約は「『フェアウェル』は上質な演技に支えられた真に迫るドラマを展開することで、家族の複雑な力動を見事に捉えている。そのドラマは文化の特殊性と普遍的なテーマを上手に結びつけている。」となっている。また、Metacriticには47件のレビューがあり、加重平均値は89/100となっている。

### 受賞
| 賞                                           | 発表日         | カテゴリ                                | 対象                 | 結果       | Ref(s)        |
| -------------------------------------------- | -------------- | --------------------------------------- | -------------------- | ---------- | ------------- |
| アトランタ映画祭                             | 2019年4月13日  | 観客賞（長編映画部門）                  | The Farewell         | 受賞       | [ 20 ]        |
| ナショナル・ボード・オブ・レビュー賞         | 2019年12月3日  | インディペンデント映画トップ10          | The Farewell         | 入賞       | [ 21 ]        |
| ゴッサム・インディペンデント映画賞           | 2019年12月4日  | 作品賞                                  | The Farewell         | ノミネート | [ 22 ] [ 23 ] |
| ゴッサム・インディペンデント映画賞           | 2019年12月4日  | 女優賞                                  | オークワフィナ       | 受賞       | [ 22 ] [ 23 ] |
| ゴッサム・インディペンデント映画賞           | 2019年12月4日  | 脚本賞                                  | ルル・ワン           | ノミネート | [ 22 ] [ 23 ] |
| ニューヨーク映画批評家オンライン賞           | 2019年12月7日  | 作品賞トップ10                          |                      | 入賞       | [ 24 ]        |
| ロサンゼルス映画批評家協会賞                 | 2019年12月8日  | 助演女優賞                              | チャオ・シューチェン | 次点       | [ 25 ]        |
| デトロイト映画批評家協会賞                   | 2019年12月9日  | アンサンブル演技賞                      |                      | ノミネート | [ 26 ] [ 27 ] |
| デトロイト映画批評家協会賞                   | 2019年12月9日  | ブレイクスルー賞                        | ルル・ワン           | ノミネート | [ 26 ] [ 27 ] |
| サンディエゴ映画批評家協会賞                 | 2019年12月9日  | 主演女優賞                              | オークワフィナ       | ノミネート | [ 28 ] [ 29 ] |
| サンディエゴ映画批評家協会賞                 | 2019年12月9日  | 助演女優賞                              | チャオ・シューチェン | 受賞       | [ 28 ] [ 29 ] |
| サウスイースタン映画批評家協会賞             | 2019年12月9日  | 作品賞トップ10                          |                      | 8位        | [ 30 ]        |
| ボストン・オンライン映画批評家協会賞         | 2019年12月14日 | 作品トップ10                            |                      | 8位        | [ 31 ]        |
| シカゴ映画批評家協会賞                       | 2019年12月14日 | 主演女優賞                              | オークワフィナ       | ノミネート | [ 32 ] [ 33 ] |
| シカゴ映画批評家協会賞                       | 2019年12月14日 | 助演女優賞                              | チャオ・シューチェン | ノミネート | [ 32 ] [ 33 ] |
| シカゴ映画批評家協会賞                       | 2019年12月14日 | 脚本賞                                  | ルル・ワン           | ノミネート | [ 32 ] [ 33 ] |
| シカゴ映画批評家協会賞                       | 2019年12月14日 | 有望監督賞                              | ルル・ワン           | 受賞       | [ 32 ] [ 33 ] |
| シカゴ映画批評家協会賞                       | 2019年12月14日 | 外国語映画賞                            |                      | ノミネート | [ 32 ] [ 33 ] |
| サンフランシスコ・ベイエリア映画批評家協会賞 | 2019年12月16日 | 主演女優賞                              | オークワフィナ       | ノミネート | [ 34 ]        |
| サンフランシスコ・ベイエリア映画批評家協会賞 | 2019年12月16日 | 助演女優賞                              | チャオ・シューチェン | ノミネート | [ 34 ]        |
| サンフランシスコ・ベイエリア映画批評家協会賞 | 2019年12月16日 | 脚本賞                                  | ルル・ワン           | ノミネート | [ 34 ]        |
| ゴールデングローブ賞                         | 2020年1月5日   | 主演女優賞 (ミュージカル・コメディ部門) | オークワフィナ       | 受賞       | [ 35 ] [ 36 ] |
| ゴールデングローブ賞                         | 2020年1月5日   | 外国語映画賞                            | ルル・ワン           | ノミネート | [ 35 ] [ 36 ] |
| オンライン映画批評家協会賞                   | 2020年1月6日   | 主演女優賞                              | オークワフィナ       | ノミネート | [ 37 ] [ 38 ] |
| オンライン映画批評家協会賞                   | 2020年1月6日   | 助演女優賞                              | チャオ・シューチェン | ノミネート | [ 37 ] [ 38 ] |
| インディペンデント・スピリット賞             | 2020年2月8日   | 作品賞                                  |                      | 受賞       | [ 39 ]        |
| インディペンデント・スピリット賞             | 2020年2月8日   | 助演女優賞                              | チャオ・シューチェン | 受賞       | [ 39 ]        |

## 関連
竹田の子守唄　ー  結婚披露宴で夫婦が歌った日本語の歌